# Vanitas (Salzburg)

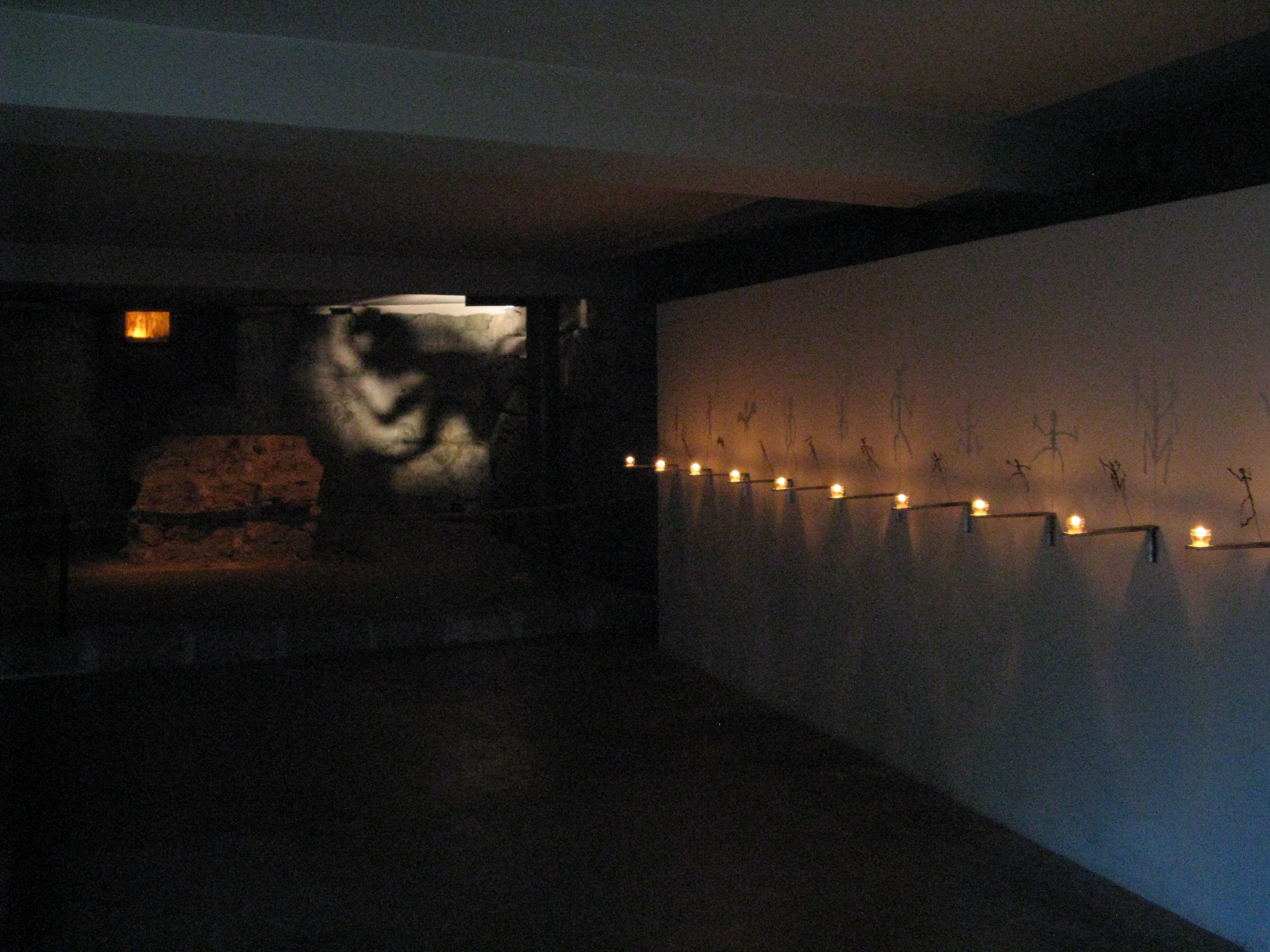
Vanitas in der Krypta des Salzburger Domes

Vanitas ist ein Schattenspiel in der Chorkrypta des Salzburger Doms in der Altstadt von Salzburg. Das Kunstwerk wurde im Rahmen des „Kunstprojektes Salzburg“ 2009 vom französischen Künstler Christian Boltanski geschaffen.

## Das Kunstwerk
Das achte Werk für das Kunstprojekt Salzburg ist eine Schatteninstallation in der Chorkrypta des Salzburger Doms.
Boltanski inszeniert mit dem Schattenspiel in der Krypta ein Werk, das sich intensiv auf den dortigen Raum einlässt. Diese einst sakrale Räumlichkeit war lange Zeit Ruhestätte vieler Menschen gewesen. Der Künstler definierte mit seinem Werk diesen geschichtsträchtigen Ort neu als mystischen Raum und vereint diese beiden Komponenten der Historie und der Mystik mit der sakralen Kulisse.
Das Kunstwerk Vanitas (lateinisch für Nichtigkeit, Leere (im Gegensatz zur Wirklichkeit)) zielt auf den religionsphilosophischen Begriff der Vanitas ab und soll an die Vergänglichkeit und Hinfälligkeit des Irdischen erinnern. Das Werk besteht materiell aus zwei Teilen. An einer Wand der Krypta befestigte Boltanski zwölf feine Figuren aus Metallblech, die von Kerzen beleuchtet werden. Das flackernde Licht wirft so bewegte Schatten an die Wand. In der Apsis zieht der „Todesengel“ seine Kreise. Das Schattenspiel stellt eine moderne Version des „Totentanzes“ dar. Daneben wird ununterbrochen eine automatische Zeitansage wiederholt. Boltanskis Absicht ist es, dass die Menschen hier die Zeit hören und spüren können. „Die Menschen können viel tun, aber sie können nicht gegen die Zeit kämpfen. Gott ist der Herr der Zeit.“ (Christian Boltanski)

## Krypta
Diese Chorkrypta wurde unter Konrad I. von Wittelsbach (1181–1200) im Zuge des Baues des alten Salzburger Domes geschaffen  und nach dem Brand 1598 und dem darauffolgenden Abbruch des alten Domes zugeschüttet. Bei archäologischen Grabungen wurde die Krypta in den Jahren 1956 bis 1958 freigelegt. Erst mit der Kunstinstallation wurde sie der Öffentlichkeit zugänglich gemacht.

## Hintergrund
Boltanskis Arbeit geht auf eine Initiative der Salzburg Foundation zurück. Diese wurde 2001 als Privatinitiative gegründet und versteht sich als eine moderne Form des Mäzenatentums. Bei dem gesamten Kunstprojekt Salzburg, welches keine öffentlichen Subventionen erhielt, ging es darum, internationale Künstler für die Stadt Salzburg zu begeistern und sie zu animieren, ein spezifisches Kunstwerk für einen Platz ihrer Wahl zu schaffen.
Auf Betreiben der Salzburg Foundation sowie von Domkustos Balthasar Sieberer wurde für Boltanskis Arbeit die Krypta auf Kosten des Domkirchenfonds zu Salzburg, der liechtensteinischen Stiftung Propter Homines, dem Bundesministerium für Unterricht, Kunst und Kultur sowie dem Land und der Stadt Salzburg restauriert. Das Kunstwerk selbst finanzierte die Salzburg Foundation, befindet sich aber mittlerweile wie alle Arbeiten dieser Projektreihe im Besitz der Würth-Gruppe.